# Стешов Борис Олександрович
Борис Олександрович Стешов (1 серпня 1928, місто Богородськ Нижньогородської губернії, тепер Нижньогородської області, Російська Федерація — 8 грудня 2011, місто Москва, Російська Федерація) — радянський компартійний діяч, 2-й секретар Кримського промислового обкому КПУ, секретар ЦК КП Молдавії. Член Бюро ЦК КП Молдавії в грудні 1963 — жовтні 1977 р.

## Біографія
Член ВКП(б) з 1951 року.
Освіта вища. У 1952 році закінчив Горьковський політехнічний інститут імені Жданова.
З 1952 року — майстер, головний технолог Севастопольського заводу імені Серго Орджонікідзе. У 1952—1953 роках — відповідальний організатор ЦК ВЛКСМ Севастопольського заводу імені Серго Орджонікідзе. У 1954—1955 роках — заступник секретаря партійного комітету КПУ Севастопольського заводу імені Серго Орджонікідзе.
У 1955—1956 роках — секретар, 2-й секретар Корабельного районного комітету КПУ міста Севастополя. У 1956—1957 роках — секретар партійного комітету КПУ Севастопольського заводу імені Серго Орджонікідзе.
У 1957—1960 роках — 1-й секретар Корабельного районного комітету КПУ міста Севастополя; 1-й секретар Нахімовського районного комітету КПУ міста Севастополя.
У 1960—1961 роках — 1-й заступник голови виконавчого комітету Севастопольської міської ради депутатів трудящих.
У 1961 — січні 1963 року — секретар Кримського обласного комітету КПУ.
11 січня — 26 листопада 1963 року — 2-й секретар Кримського промислового обласного комітету КПУ.
У 1963 році призначений завідувачем промислово-транспортного відділу ЦК КП Молдавії та заступником голови Бюро ЦК КП Молдавії з керівництва промисловістю.
26 грудня 1963 — 16 жовтня 1977 року — секретар ЦК КП Молдавії. Одночасно, у 1963—1964 роках — голова Бюро ЦК КП Молдавії з керівництва промисловістю.
У 1977—1988 роках — заступник міністра машинобудування для легкої і харчової промисловості і побутових приладів СРСР.
Потім — на пенсії в місті Москві.

## Нагороди
- орден Жовтневої Революції
- три ордени Трудового Червоного Прапора
- ордени
- медалі